# Государственные символы Украины
Государственными символами Украины, согласно Конституции Украины, являются государственный флаг, государственный герб и государственный гимн.

## Государственный флаг Украины
Государственный флаг Украины был утверждён Постановлением Верховной Рады от 28 января 1992 года и представляет собой стяг из двух равновеликих горизонтальных полос синего и жёлтого цветов. Соотношение сторон составляет 2:3. Ежегодно 23 августа отмечается День государственного флага Украины.

## Государственный герб Украины
19 февраля 1992 года Верховной Радой Украины утверждено Постановление «О Государственном гербе Украины», согласно которому тризуб признавался как малый герб Украины. Тризуб представляет собой геральдически стилизированное изображение пикирующего сокола. Большой государственный герб Украины, согласно статье 20, утверждается с использованием малого государственного герба как главного элемента, а также с использованием герба Войска Запорожского.
Для утверждения Большого государственного герба Украины необходима поддержка не менее двух третей состава Верховной Рады Украины. По состоянию на 2012 год большой герб не утверждён, несмотря на наличие конкретных проектов.

## Государственный гимн Украины
Государственным гимном Украины является песня «Ще не вмерла України і Слава, і Воля», музыку к которой написал Михаил Вербицкий, а слова Павел Чубинский. Гимн утверждён 15 января 1992 года, современный текст утверждён 6 марта 2003 года.